# Skopska trdnjava
Skopska trdnjava (makedonsko Скопско кале, romanizirano:Skopsko kale; albansko Kalaja e Shkupit; turško Üsküp Kalesi), običajno imenovana Kale (iz turške besede za 'trdnjavo'), je zgodovinska trdnjava v starem mestu Skopje, glavnem mestu Severne Makedonije. Stoji v občini Centar  in je na najvišji točki v mestu s pogledom na reko Vardar. Trdnjava je upodobljena na grbu Skopja, ki je vključen v mestno zastavo.

## Zgodovina
Prva trdnjava je bila zgrajena v 6. stoletju našega štetja na ozemlju, ki je bilo poseljeno v neolitski in bronasti dobi (približno 4000 pr. n. št. naprej). Kasnejša je bila zgrajena iz rumenega apnenca in travertina, skupaj z drobci latinskih napisov. Gradivo za trdnjavo izvira iz rimskega mesta Scupi, ki ga je leta 518 popolnoma uničil potres.
Domneva se, da je bila trdnjava zgrajena med vladavino cesarja Justinijana I. in nadalje zgrajena v 10. in 11. stoletju nad ostanki bizantinske trdnjave cesarja Justinijana, ki je bila morda uničena zaradi številnih vojn in bitk v regiji. Mesto je bilo med letoma 992 in 1015 prestolnica Prvega bolgarskega cesarstva in je bilo središče upora proti Bizantinskemu cesarstvu pod vladavino Petra Delyana. O srednjeveški trdnjavi ni znanega veliko, razen nekaj dokumentov, ki opisujejo manjše značilnosti v videzu trdnjave.
Leta 1346 je Štefan Dušan ob kronanju v Skopski trdnjavi prevzel naziv cesar in prestolnico srbskega cesarstva prenesel v Skopje.[3][4][5]
Leta 1660 je Evlija Čelebi (Evliya Çelebi), kronist Osmanskega cesarstva, med potovanjem po ozemljih cesarstva zapisal poglobljeno poročilo o videzu trdnjave:
To je utrjeno mesto, zelo močna in čvrsta trdnjava z dvojnim obzidjem. Mestna vrata in obzidje so zgrajeni iz lomljenega kamna, ki se sveti, kot bi bil zloščen. Toliko prefinjenosti in umetnosti ni mogoče videti v gradnji nobenega drugega mesta. Mesto leži sredi Skopja. Je visoko mesto, šedadovske konstrukcije in peterostrane oblike. Obzidje, ki obdaja mesto z vseh strani, doseže višino okoli petdeset aršinov. Mesto je zaščiteno s sedemdesetimi bastijoni in tremi demirskimi vrati na jugovzhodni strani, v vhodnem poslopju pa je veliko stražarjev. Vrata in stene vhodnega poslopja so okrašena z različnimi grbi in predmeti, potrebnimi za grbe. Ni mesta ali lokacije, ki bi lahko prevladovala nad mestom. 
Leži na visokih skalah, tako da se vidi vsa ravnina. Na zahodni strani teče reka Vardar. Na isti strani mesta je cesta, ki vodi skozi jame proti vodnemu stolpu, ki je na bregu reke. Ker je na tej strani mesta brezno, strašno kot globine pekla, jarkov ni in jih ne more biti. Na vzhodni, jugovzhodni in severni strani mesta so globoki jarki. Na tisti strani, pred vrati, je lesen dvižni most, ki leži čez jarek. Stražarji so dvigovali most s pomočjo vitla, ki je služil za zaščito vrat. Nad vrati je napis, ki pove več o popravilih vrat  v preteklosti. Napis se glasi: Modri Mehmed-hanov sin leta 1446.
Trdnjavo je ponovno delno uničil potres leta 1963, in je bila obnovljena šele pred kratkim.

## Prizadevanja za izkopavanje in obnovo
Konec leta 2006 in v začetku leta 2007 so se končno začela raziskovanja in izkopavanja Skopske trdnjave, ki jih je financirala makedonska vlada. Raziskovalci so odkrili lesena pihala in glinene okraske iz leta 3000 pr. n. št. Izkopavanje glavne trdnjave je razkrilo tudi hiše pod vidnim nivojem trdnjave. Odkritja naj bi pripadala prebivalcem Scupija, za katere je bila zgrajena trdnjava. V letu 2009 so se nadaljevala arheološka izkopavanja.
Maja 2010 so arheologi v trdnjavi izkopali največjo zalogo bizantinskih kovancev, kar so jih kdaj našli v Makedoniji.
Potem ko so v kompleksu našli temelje cerkve iz 13. stoletja, je Urad za varstvo kulturne dediščine sprožil projekt njene obnove v obliki cerkvenega muzeja. Skupine etničnih Albancev, z DUI na čelu, so trdile, da je mesto vsebovalo starejšo ilirsko strukturo in da bi moralo biti mesto zaradi njihovega ilirskega porekla njihovo. Spor se je vrtel okoli nasprotujočih si trditev, da je to območje krščansko ali muslimansko ter makedonsko ali albansko.
10. februarja 2011, pozno ponoči, se je množica približno 100 etničnih Albancev zbrala na gradbišču in našla več kot 50 gradbenih delavcev iz Bitole, ki so delali na armaturi  muzeja cerkve. Na vprašanje, kdo je naročil gradnjo, delavci niso želeli odgovoriti, vendar so razkrili, da jim je bilo naročeno, naj začnejo graditi od 22. ure čez noč. Nekateri iz množice so nadaljevali z uničevanjem in vandaliziranjem delov gradbenega odra, isti dan pa se je obnova nadaljevala, potem ko jo je uradno ustavila vlada. Gradbene delavce je z gradbišča odstranila makedonska policija. Po medijskih posnetkih so bili med množico tudi visoki albanski ministri in člani vodstva DUI. Dva tedna pred dogodkom so tiskovni predstavniki DUI zahtevali prekinitev projekta. V naslednjih dveh dneh so Makedonci na Facebooku drug drugega pozivali, naj se združijo in zaščitijo lokacijo in delavce na njej. Člani obeh skupin so prispeli skoraj istočasno 13. februarja in izbruhnil je silovit spopad, v katerem je bilo okoli 10 ranjenih, vključno z 2 policistoma.
Opozicija, makedonska in albanska, sta obsodili nasilje, kritizirali premierja Nikolo Gruevskega zaradi ustvarjanja med etničnih napetosti in pozvala vlado, naj za to prevzame odgovornost. Socialdemokratska unija Makedonije, najštevilčnejša opozicijska stranka, je trdila, da je bil ta dogodek uprizorjen kot poskus odvračanja pozornosti prebivalcev Makedonije od vladajoče revščine in korupcije. Tudi albanska Nova demokracija se je odzvala, da »ne smejo uničiti prihodnosti države z osredotočanjem na njeno preteklost«. Turško ministrstvo za zunanje zadeve se je odzvalo:
«Odločitev makedonske vlade, da zgradi cerkev-muzej na Skopski trdnjavi na njenem najbolj vidnem mestu, bo ustvarila resne napetosti v družbi. Turčija namenja posebno pozornost ohranjanju in varovanju kulturne dediščine, ki je v Makedoniji ostala od Osmanskega cesarstva«.

Različni politični analitiki so trdili, da sta incident orkestrirali makedonska in albanska vladna stranka, in sicer VMRO-DPMNE in Demokratična unija za integracijo. Vllado Dimovski, vodja Centra za medetnično strpnost v Makedoniji, je izjavil, da so »koalicijski partnerji (VMRO-DPMNE in DUI) orkestrirali nasilni dogodek na Skopski trdnjavi, da bi odvrnili pozornost javnosti od problemov, s katerimi se sooča država«.

## Galerija
- Stolp v trdnjavi Kale
- Minaret mošeje Mustafe Paše iz trdnjave Kale
- Kip na trdnjavi
- Pogled na Skopsko trdnjavo (desno-sredina) z Vodna.
- Ruševine znotraj trdnjave
- Skopska trdnjava v zgodnjih 1920-ih
- Sprednja stran trdnjave
- Pogled na zid iz notranjosti
- Nočni pogled na stolp
- Zgodovinske podobe Skopja: pogled na Kale
- Načrt srednjeveške trdnjave Skopje
- Pogled na Kamniti most in Skopsko trdnjavo, Skopje